# 張敬 (雕塑家)
張敬（1937年8月31日—2025年5月29日），男，臺灣雲林縣斗六市（另一說嘉義縣鹿草鄉）人，臺灣雕刻家，基督徒，創作至今逾三十餘年，其作品以大自然景觀為主題。【張敬大師】認為自然的素材自己會說話，唯有在選材時傾聽自然物的生命本質，將好媒材的靈魂展現出來，才能創作出動人的作品。在木雕界譽有「北朱銘、南張敬」之稱。

## 生平
張敬年輕時本是一名驗光師，曾在雲林斗南開設眼鏡行，在49歲那年，開始學習雕刻，51歲拜入楊英風門下，作品獲雄狮美術新人獎、北美館現代雕塑獎、文建會民族工藝獎雕刻類等獎。張敬於2024年在其家鄉雲林的古坑鄉華山創建「 張敬藝術館 」，是雲林第一家民間藝術館。

## 榮譽及簡歷
1959-2011年 師承：林嘉憲、林岳宗、楊英風
1961年 受洗成為基督徒，擔任台灣基督長老教會長老逾卅年。
1985年 國立歷史博物館樹石藝術特展。
1988年 於台北華明藝廊舉辦首次個展。
2001年 國立雲林科技大學設立永久性「張敬藝術館」。
2008年 獲國立台灣工藝研究所木雕類「工藝之家」。
2016年 受邀於國立國父紀念館二樓中山國家畫廊舉辦「新開創-張敬精湛藝術展」。
2019年 獲台南神學院頒贈榮譽人文博士。
2020年 於臺中市大墩文化中心舉辦「震撼-張敬創作邀請展」。
2021年 於國立國父紀念館一樓博愛藝廊與館方共同舉辦「張敬86別有天地創作展」。
```
      設計教育部校長領導卓越獎獎座「榮耀」、教學卓越獎獎座「榮耀起飛」。
```

2022年 於雲林縣文化中心舉辦個展「震撼-張敬創作邀請展」。
2023年 參與國內藝術博覽會（台北新藝術博覽會、台中藝術博覽會、台南藝術博覽會)。
```
      設計承製行政院國防科技貢獻獎獎座「無止境」。
      設計承製雲林縣政府雲林典範獎獎座「榮耀雲林–非凡」。
```

2024年 參與國內藝術博覽會（台北新藝術博覽會、台中藝術博覽會、台南藝術博覽會)。
```
      獲邀設計與承製雲林縣布袋戲傳習中心公共藝術「開創新天地」。
      設置雲林縣首座私人專業藝術館【張敬藝術館】於11月23日開幕
      (預計將於114年10月對外開放預約，請見官方網站或臉書粉絲專業)。
```

2025年 參與國內藝術博覽會（台中藝術博覽會、台南藝術博覽會、台北新藝術博覽會)。
逝世   張敬大師5月因病辭世，享壽89歲，並於6月28日舉行追思感恩禮拜。
```
         由文化部政務次長王時思代頒贈總統褒揚令，由張敬的
         小女兒、「張敬藝術館」執行長張平代表家屬受贈。
```

【總統褒揚令全文】
雕塑藝術家張敬，藹如祥和，穎秀敏給。少歲喜好摹刻圖繪，擅於文藝彩畫，勉力閑習，頭角初露。復拜師潛脩樹石鐫刻，繼受業雕塑名家楊英風，曉悟極簡善捨奧義，映現邁達抽象風韻；擷取自然林野深微，融匯聖經信仰含意；斧鑿山川壯麗景致，展顯生命堅毅韌性，妙發靈機，別具匠心；目送手揮，並世無雙。爰迭於法國巴黎、美國紐約國家畫廊暨國內美術藝廊展出，尤以「太魯閣」、「仰望」、「突破」等系列稱頌，巧同造化，寰宇蜚聲。嗣擘建張敬藝術館，構築知性人文場域，豐富國人美學涵養，啟迪化育，澤惠梓里。曾獲第三屆臺北市立美術館中華民國現代雕塑獎、第三屆南瀛美展美術設計獎、國立臺灣工藝研究所木雕類「工藝之家」、臺南神學院榮譽人文學博士、雲林文化藝術獎貢獻獎等殊榮。綜其生平，丕奠文化扎根薪傳基礎，播揚臺灣永續精神底蘊，志績令譽，遐邇咸欽。遽聞榮歸天家，軫悼彌殷，應予明令褒揚，用示政府篤念耆賢之至意。

## 外部連結
- 張敬(張敬工作園) - 雲林縣政府文化處
- http://www.changching-art.com/ （页面存档备份，存于）

https://www.moc.gov.tw/News Content.aspx?n=105&s=239780
https://content.yunlin.gov.tw/News_Content.aspx?n=1438&s=548170
https://www.youtube.com/watch?v=wn-I8bznarU